# MS-DOS Editor
Der MS-DOS Editor, kurz EDIT ist ein bildschirmorientierter Texteditor von Microsoft. Das 1991 mit MS-DOS 5.0 eingeführte Programm ergänzte den zeilenorientierten Editor EDLIN.
EDIT wird seit 1995 nicht mehr weiterentwickelt, bleibt aber als 16-Bit-DOS-Anwendung Bestandteil in 32-Bit-Windows-NT-Versionen.

## Geschichte
1986 wurde der Version 2 des Basic-Compilers QuickBASIC eine integrierte Entwicklungsumgebung (IDE) mit einer maus- und menügesteuerten Oberfläche mitgeliefert, welche bis zur Version 4.5 1988 weiterentwickelt worden ist. Für das Betriebssystem DOS wurde QuickBasic 4.5 abgespeckt und als QBasic mitgeliefert. Der MS-DOS Editor wiederum basiert auf der IDE des QBasic. Indem unter MS-DOS 5.0 bis 6.22 EDIT.COM aufgerufen wird, welches wiederum QBasic mit der Kommandozeilenoption /EDITOR startet, kann die QBasic-IDE als Editor für beispielsweise Initialisierungs- und Stapelverarbeitungsdateien verwendet werden.
Unter Windows NT 3.5 bzw. 3.51 und NT 4.0 gehörte der Editor als Version 1.0 als eigenständig lauffähige DOS-Anwendung ohne QBasic zum Lieferumfang von Windows, indem die Editorfunktionen des QBasic extrahiert worden sind. Die Version 2.0.26 des Editors ist Bestandteil von MS-DOS ab Version 7.0 als integraler Bestandteil von Windows 95, 98 und Millennium Edition, das letzte DOS-basierte Windows, zusammengefasst bekannt als Windows 9x. Hier befindet sich QBasic nur noch optional auf dem Installationsmedium, während der MS-DOS-Editor zum Installationsumfang gehört. Es wird ab Windows 2000 auch auf allen 32-bittigen NT-basierenden Windowssystemen als DOS-Anwendung standardmäßig mitinstalliert.
Bereits seit der ersten Windows-Version, Windows 1.0, gibt es den Windows-Texteditor „Notepad“, anfangs mit „Notizblock“ und später mit „Editor“ ins Deutsche übersetzt, der EDLIN.COM und EDIT.COM bzw. EDIT.EXE von MS-DOS anfangs komplementierte, später vollständig ersetzte.

## Funktionsumfang
Der Editor besitzt eine zeichenorientierte Benutzerschnittstelle, das an die Common-User-Access-Richtlinien orientiert. Mausverwendung ist, sofern ein kompatibler Maustreiber installiert ist, optional möglich. Der Editor kann, abhängig vom konventionellen Speicher, bis zu ca. 300 kB große Dateien bearbeiten.
Der Editor erlaubt die Erstellung und Bearbeitung von Textdateien, also ohne Seitenumbruch oder Funktionen zur Textformatierung. Er enthält die wichtigsten Basisfunktionen einer einfachen Textverarbeitung einschließlich Tabulator (der die Abstände durch Einfügen von Leerzeichen formatiert), Suchen/Ersetzen und einer internen Zwischenablage mit Ausschneiden/Kopieren und Einfügen. Die Verwendung der Windows-Zwischenablage ist über die „DOS-Box“ bzw. den DOS-Emulator möglich und konvertiert auch die Umlaute und Sonderzeichen zwischen DOS- und Windows-Zeichensätzen korrekt. Unter Windows erstellte Texte werden jedoch unter Verwendung des DOS-Zeichensatzes ohne Konvertierung dargestellt (und umgekehrt). Drucker können über COM- und LPT-Anschlüsse im Textmodus angesprochen werden.
Die Farben der textbasierten Oberfläche können frei ausgewählt werden. Im „DOS-Fenster“ unter Windows können zudem Zeilen- und Spaltenzahl sowie die Schriftgröße frei definiert werden. In der letzten Version 2.0 kann der Benutzer zudem bis zu neun Dateien gleichzeitig öffnen und zwei Dateien mittels horizontaler Teilung untereinander anzeigen.